# Benarrai
Benarrai és un parc situat al sud d'Ontinyent, una ciutat del sud de la província de València. Disposa d'un llac amb espècies autòctones de la zona mediterrània. També disposa d'una cúpula geomètrica per gaudir de la natura. Hi ha zones adaptades per als gossos i als més petits, amb una "tirolina" i una pista de "pumptrack", i una zona gimnás per a fer esport a l'aire lliure.